# Syndrom oddělených hemisfér
Syndrom oddělených hemisfér (split-brain syndrome) je termín, který popisuje stavy, jež lze charakterizovat jako shluk neurologických abnormalit, které vyplývají z částečného nebo úplného oddělení či poškození tzv. corpus callosum, neboli mozkového trámce.

## Historie
V 19. století se díky výzkumu lidí s určitým poškozením mozku přišlo na to, že jazykové centrum člověka je uloženo v levé hemisféře mozku. Dokonce se zjistilo, že lidé s lézemi na dvou konkrétních místech levé hemisféry ztratili např. schopnost mluvit. V té době výzkum prováděl americký neurobiolog Roger Wolcott Sperry. Učinil několik pozoruhodných objevů a výsledkem jeho třicetileté práce bylo to, že v roce 1981 získal Nobelovu cenu v oblasti fyziologie a medicíny. V šedesátých letech 20. století se ke Sperrymu připojil psychobiolog Michael Gazzaniga, což byl student při Sperryho Split-brain výzkumu v Caltechu, v Pasadeně. I když je Sperry považován za zakladatele tohoto výzkumu, Gazzanigovy závěry jsou často citovány v psychologických textech. V jejich společném experimentu The Split-brain in Man, chtěli prozkoumat, do jaké míry jsou hemisféry schopny fungovat samostatně bez mozkového trámce. V Caltechu pracoval Gazzaniga společně se Sperrym na tom, jaký efekt má onen chirurgický zákrok, neboli kalosotomie, na vnímání, vidění a další funkce mozku. Z původních deseti pacientů, kteří si nechali proříznout mozkový trámec, zbyli pouze čtyři lidé, kteří se na experimentu chtěli podílet. Jejich osobnost, inteligence a emoce byly po zákroku bez úhony. Výzkumníci vytvořili celkem 3 typy testů, aby zjistili rozsah kognitivních schopností jednotlivých subjektů. V prvé řadě se jednalo o zrakové schopnosti, potom o hmatové schopnosti a nakonec o sluch.

## Hemisféry lidského mozku
Obě hemisféry mozku jsou propojeny tzv. corpus callosum, tedy mozkovým trámcem, jehož prostřednictvím obě hemisféry spolu komunikují a koordinují konkrétní činnosti a rozhodnutí. Tato komunikace a koordinace je celkem podstatná, jelikož každá hemisféra má určité funkce. Pravá hemisféra mozkové kůry vyniká v mimoslovních a prostorových úkolech (např. jak se dostat z bludiště, při čtení map atd.), v rozpoznávání objektů, chápání a měření času a v emocionální sféře je odpovědná za empatii. V levé hemisféře se provádějí analytické úkoly jako matematické výpočty, logické uvažování a čtení. Tato část je také dominantním centrem pro řeč a slovní zásobu (pravá hemisféra je také zapojená do jazykového zpracování, i když v menším rozsahu). Pravá hemisféra ovládá primární smyslové funkce levé části těla a levá hemisféra naopak řídí primární smyslové funkce pravé části těla.

## Příčiny syndromu oddělených hemisfér
Hlavní příčinou syndromu oddělených hemisfér je chirurgické přerušení mozkového trámce, a to částečně nebo úplně. Tento zákrok se nazývá kalosotomie. Jednalo se o krajní možnost, jak zabránit extrémním a nekontrolovatelným epileptickým záchvatům, které se přenášely z jedné hemisféry na druhou. V současné době se kalosotomie provádí jen zřídka, do jisté míry byla nahrazena aplikací určitých drog a dalšími procedurami. Kalosotomie tak výrazně zlepšila kvalitu života pacientů. Po operaci se nicméně u pacientů rozvinuly akutní příznaky přerušení mozkového trámce, které trvaly dny až týdny. A společně s tím se objevily i chronické příznaky, které jsou trvalé.
Jinou, ne tak častou příčinou Split-brain syndromu, může být mrtvice, léze, nádory, či roztržená tepna. Syndrom může také být způsoben roztroušenou sklerózou a v neobvyklých případech agenezí mozkového trámce. Léze v mozkovém trámci se vytvářejí i u pacientů, kteří trpí tzv. MBS (Marchiafův-Bignamiho syndrom). Jedná se o poměrně ojedinělý stav související s alkoholismem. Nicméně poškození mozku na základě tohoto onemocnění může vést k apatii, záchvatům a hlubokému bezvědomí, nikoliv však k rysům, které jsou pro syndrom oddělených hemisfér typické.

## Příznaky Split-brain syndromu
Mnoho pacientů si udrží nedotčenou paměť a také motorické schopnosti obou částí těla, které se pacienti naučili ještě předtím, než u nich syndrom propukl (chůze, ježdění na kole, plavání apod.). Nenaučí se však provádět nové úkoly, které vyžadují vzájemně závislý pohyb obou rukou, jako například hraní na piáno, kde je třeba zapojit obě ruce. Pohyby očí také zůstanou koordinovány. Od okamžiku, co jistou informaci nemohou obě hemisféry spolu sdílet, vykazují pacienti poněkud neobvyklé chování, hlavně pokud se jedná o mluvení a rozpoznávání věcí. Příkladem může být pacient, kterému se zavážou oči, a který drží v levé ruce nějakou známou, běžnou věc. Jeho úkolem je podle hmatu určit, co to je za věc a pojmenovat ji. Pacient není schopen předmět, který drží v levé ruce, pojmenovat, protože informace z dotyku je směřována z levé ruky do pravé hemisféry, kde je centrum slovní zásoby poněkud slabší. Bez nedotčeného mozkového trámce člověk nemůže zpřístupnit slovní informaci v levé hemisféře, dokud předmět zůstává v levé ruce. Některé příznaky se po oddělení mozkového trámce mohou časem zlepšit.

## Případová studie

### Pacient W. J.
Pacient W. J. byl prvním člověkem, který v roce 1962 podstoupil úplnou kalosotomii. Patnáct let trpěl velkými epileptickými záchvaty. Za druhé světové války, když mu bylo 30 let, působil jako parašutista a byl zraněn během výsadku nad Holandskem. Po návratu domů začal trpět výpadky paměti. Například si nepamatoval, jak se dostal na místo, kde se zrovna nacházel, ani co tam dělal. Když mu bylo 37 let, zažil první záchvaty. Jedna z jeho nejhorších příhod nastala v roce 1953, kdy utrpěl sérii záchvatů, které trvaly několik dnů. Během prvních záchvatů byla celá levá strana jeho těla ochromena, ale paralýza posléze ustoupila. Po sérii dalších záchvatů daný člověk už nikdy necítil levou stranu svého těla. Ještě před operací obě hemisféry fungovaly naprosto normálně, jeho smyslové a motorické funkce byly normální až na lehkou hypestezii. Byl schopen správně identifikovat vizuální stimuly, které mu na obě části jeho zrakového pole byly prezentovány. Během operace v roce 1962 jeho chirurgové diagnostikovali, že má atrofovanou část pravého čelního laloku. Operace byla nakonec velmi úspěšná, záchvaty už nebyly tak časté a silné.